# Полія Ендрюса
Полія Ендрюса (Pohlia andrewsii) — вид мохів порядку головмохальних (Bryales).

## Поширення
Батьківщиною є Європа, Північна Америка, Азія.
Населяє кислий, піщаний порушений ґрунт, узбіччя, береги струмків; від низьких до високих висот.

## Характеристика
Рослини середньорослі, зелені, глянцеві. Стебла 0.5–2.5 см. Листки ± прямовисні, ланцетні, 0.6–1.6 мм; краї від зубчастих до зубчастих у дистальній 1/3. Спеціалізоване нестатеве розмноження зазвичай присутнє в безплідному стані; пазушні геми в щільних скупченнях. Вид дводомний. Коробочкові ніжки оранжево-коричневі. Коробочка нахилена під кутом 95–180°, від коричневої до солом'яної, грушоподібна. Спори 16–21 мкм.